# Dylan Hessey
Dylan Hessey (18 de octubre de 2003) es un deportista británico que compite en ciclismo en la modalidad de BMX estilo libre. Ganó una medalla de bronce en el Campeonato Europeo de Ciclismo BMX Estilo Libre de 2024.

## Palmarés internacional
| Campeonato Europeo | Campeonato Europeo | Campeonato Europeo | Campeonato Europeo |
| Año                | Lugar              | Medalla            | Competición        |
| ------------------ | ------------------ | ------------------ | ------------------ |
| 2024               | Cadenazzo (Suiza)  | Medalla de bronce  | Parque             |